# Tour de Pologne 1994
51. Tour de Pologne został rozegrany w dniach 4–11 września 1994. Do wyścigu wystartowało 150 kolarzy, ukończyło 127. Łączna długość wyścigu wynosiła 1110 km.
Pierwsze miejsce w klasyfikacji generalnej zajął Maurizio Fondriest (Lampre Animex), drugie miejsce Marco Lietti (Lampre Animex), a trzecie Tomasz Brożyna (DEK Meble-Cyclo Korona). Sędzią głównym był Paolo Ramazza (Włochy).

## Etapy
| Etap     | Data        | Start - meta               | Długość (km) | Typ         | Zwycięzca etapu                                                                           | Lider               |
| prolog   | 4 września  | Wrocław                    | 1 runda (o zieloną koszulkę) 3 rundy(o niebieskie koszulki druż.) - (o granatową koszulkę) 10 rund(o czarną koszulkę) 10 rund (o żółtą koszulkę) | płaski      | Erwin Biets Dariusz Banaszek Sławomir Krawczyk Kaspars Ozers Dennis Moons Zbigniew Spruch | - - Zbigniew Spruch |
| I etap   | 5 września  | Wrocław - Legnica          | 180 | płaski      | Marco Lietti                                                                              | Marco Lietti        |
| II etap  | 6 września  | Legnica - Polanica-Zdrój   | 179 | pagórkowaty | Maurizio Fondriest                                                                        | Maurizio Fondriest  |
| III etap | 7 września  | Polanica-Zdrój – Rybnik    | 196 | pagórkowaty | Walter Castignola                                                                         | Maurizio Fondriest  |
| IV etap  | 8 września  | Rybnik - Bielsko-Biała     | 173 | pagórkowaty | Quintino Rodrigues                                                                        | Maurizio Fondriest  |
| V etap   | 9 września  | Olkusz - Kielce            | 169 | pagórkowaty | Jacek Mickiewicz                                                                          | Maurizio Fondriest  |
| VI etap  | 10 września | Kielce - Korzecko - Kielce | 38 (jazda ind. na czas) | pagórkowaty | Maurizio Fondriest                                                                        | Maurizio Fondriest  |
| VII etap | 11 września | Końskie - Warszawa         | 175 | płaski      | Frankie Andreu                                                                            | Maurizio Fondriest  |

## Końcowa klasyfikacja generalna

### Klasyfikacja indywidualna
| Poz. | Zawodnik           | Kraj   | Zespół                    | Czas (średnia km/h)      |
| ---- | ------------------ | ------ | ------------------------- | ------------------------ |
| 1.   | Maurizio Fondriest | Włochy | Lampre Animex             | 27h 04' 17" (41,00 km/h) |
| 2.   | Marco Lietti       | Włochy | Lampre Animex             | +03' 31"                 |
| 3.   | Tomasz Brożyna     | Polska | DEK Meble-Cyclo Korona    | +03' 36"                 |
| 4.   | Romāns Vainšteins  | Łotwa  | Łotwa                     | +05' 34"                 |
| 5.   | Piotr Wadecki      | Polska | Petrochemia TP Szurkowski | +07' 38"                 |
| 6.   | Dariusz Bigos      | Polska | Sicasal                   | +08' 04"                 |
| 7.   | Zbigniew Spruch    | Polska | Lampre Animex             | +09' 39"                 |
| 8.   | Kaspars Ozers      | Łotwa  | Łotwa                     | +09' 54"                 |
| 9.   | Dariusz Baranowski | Polska | Warta Energoinwest Victor | +10' 01"                 |
| 10.  | Zbigniew Piątek    | Polska | Collstrop                 | +10' 35"                 |

### Klasyfikacja drużynowa
| 1. | Lampre Animex | 81h 26' 01" |
| 2. | Sicasal       | +22' 09"    |
| 3. | Łotwa         | +27' 06"    |
| 4. | Team Isostar  | +40' 03"    |
| 5. | Motorola      | +41' 18"    |

### Klasyfikacja najaktywniejszych
| 1. | Quintino Rodrigues | Portugalia | 42 pkt |
| 2. | Kazimierz Stafiej  | Polska     | 25 pkt |
| 3. | Marcin Gębka       | Polska     | 23 pkt |
| 4. | Dariusz Bigos      | Polska     | 22 pkt |
| 5. | Jacek Mickiewicz   | Polska     | 22 pkt |

### Klasyfikacja górska
| 1. | Quintino Rodrigues   | Portugalia | 45 pkt |
| 2. | Maurizio Fondriest   | Włochy     | 15 pkt |
| 3. | Dariusz Baranowski   | Polska     | 14 pkt |
| 4. | Grzegorz Gwiazdowski | Polska     | 14 pkt |
| 5. | Carlos Pinho         | Portugalia | 12 pkt |

### Klasyfikacja punktowa
(od 2005 roku koszulka granatowa)
| 1. | Kaspars Ozers      | Łotwa  | 81 pkt |
| 2. | Marco Lietti       | Włochy | 60 pkt |
| 3. | Maurizio Fondriest | Włochy | 76 pkt |
| 4. | Arvis Piziks       | Łotwa  | 55 pkt |
| 5. | Zbigniew Spruch    | Polska | 53 pkt |